# Les Nuits folles de Porky
Pour plus de détails, voir Fiche technique et Distribution.
Les Nuits folles de Porky (Trap Happy Porky) est un court métrage d'animation américain de la série Looney Tunes mettant en scène Porky Pig, réalisé par Chuck Jones et produit par la Warner Bros. Cartoons, sorti en 1945.

## Synopsis
Porky est confronté aux souris Hubie et Bertie.